# Евеліна Белюц
Евеліна (Ліна) Белюц (Белюць), у шлюбі Гвать; псевдонім Галина Мовчан (1940, Новоград-Волинський, Житомирська область, Україна) — співачка, акторка, викладачка, радіоведуча і продюсерка української служби Радіо Свобода, діаспорянка. Одна з найвідоміших естрадних виконавиць української діаспори.

## Життєпис
Народилася у 1940 в Новоград-Волинському на Житомирщині.
Ще під час навчання у школі дуже гарно співала, помічена викладачами Київської музичної школи імені Лисенка і отримала пропозицію там вчитися, а по закінченні запрошена до консерваторії.
Евеліна намагалася вступити без жодних рекомендацій, прагнучи самостійності. Але вступити не вдалося, і згодом вона стала студенткою столичного театрального інституту імені Карпенка-Карого.
Закінчивши навчання, поїхала у Чернівці. Вступила в шлюб з Олексієм Койфманом, народила доньку.
14 років працювала у Чернівецькому музично-драматичному театрі імені Ольги Кобилянської і в обласній філармонії, викладала в Чернівецькому університеті.

### Еміґрація до США
У 1979 році разом з родиною чоловіка переїхала до США.
Вже на п'ятий день перебування у країні знайшла українську редакцію радіо «Свобода» і влаштувалась радіоведучою.

"Мене одразу взяли на роботу. Спочатку вільним співробітником, а з 1984 — на постійну роботу. Щовечора, виходячи в ефір, прості слова: «Говорить радіо „Свобода!“ я в першу чергу говорила до тих, кого знала в Україні: до мами, сестри, вітчима, до своїх земляків. А коли пізніше поверталася додому, перш за все відвідувала три місця: клен, який посадила ще школяркою у 13 років, першу школу, в якій пішла у початковий клас, та пам'ятник Лесі Українці. У кожному інтерв'ю підкреслювала своє українське коріння і те, що місце мого народження — це батьківщина геніальної поетеси…»

Працюючи на радіо, Евеліна Белюц не полишила сцену: з композитором Леонідом Вербицьким створила естрадний ансамбль, який об'їздив з гастролями США і Канаду.
Композитор Вербицький був акомпаніатором, чоловік Белюц — конферансьє і режисером концертів, а ще вона з чоловіком показувала сцени з вистав Марка Кропивницького.

### Робота у Мюнхені та Празі
Після Нью-Йорку Евеліна Белюць працює продюсеркою української служби радіо «Свобода» у штаб-квартирі «Вільна Європа» у Мюнхені, у київському бюро радіо «Свобода» та у Празі.
Вдома її знали як Галину Мовчан — ще на початку роботи в США довелося взяти псевдонім, аби не привертати увагу комуністичного режиму до рідних, які залишилися у Новограді-Волинському. На радіо познайомилась з Іваном Гватем і одружилася з ним, змінивши прізвище.

### Переїзд до Словаччини
Врешті переїхала до Словаччини, де проживає нині.
З 2003 року на пенсії. Співпрацює з «Союзом русинів-українців Словацької республіки».
Евеліна Белюц ніколи не втрачала зв'язок з рідною землею, часто приїжджала і до Новограда-Волинського, і до Чернівців.

## Пісенна творчість
У 1982 році вийшла платівка Евеліни Белюць «Мереживо кохання», на якій були записані пісні Володимира Івасюка та поезії Ліни Костенко, трохи пізніше — касета з піснями Леоніда Вербицького «Слід на землі». Є серед них і знаменита пісня «Лелеки». Цей запис був у кожному домі українських емігрантів.

## Нагороди
- Орден княгині Ольги ІІІ ступеня (Україна, 22 серпня 2020) — за вагомий особистий внесок у зміцнення міжнародного авторитету України, розвиток міждержавного співробітництва, плідну громадську діяльність[6].